# 웨일스 공 헨리 프레더릭

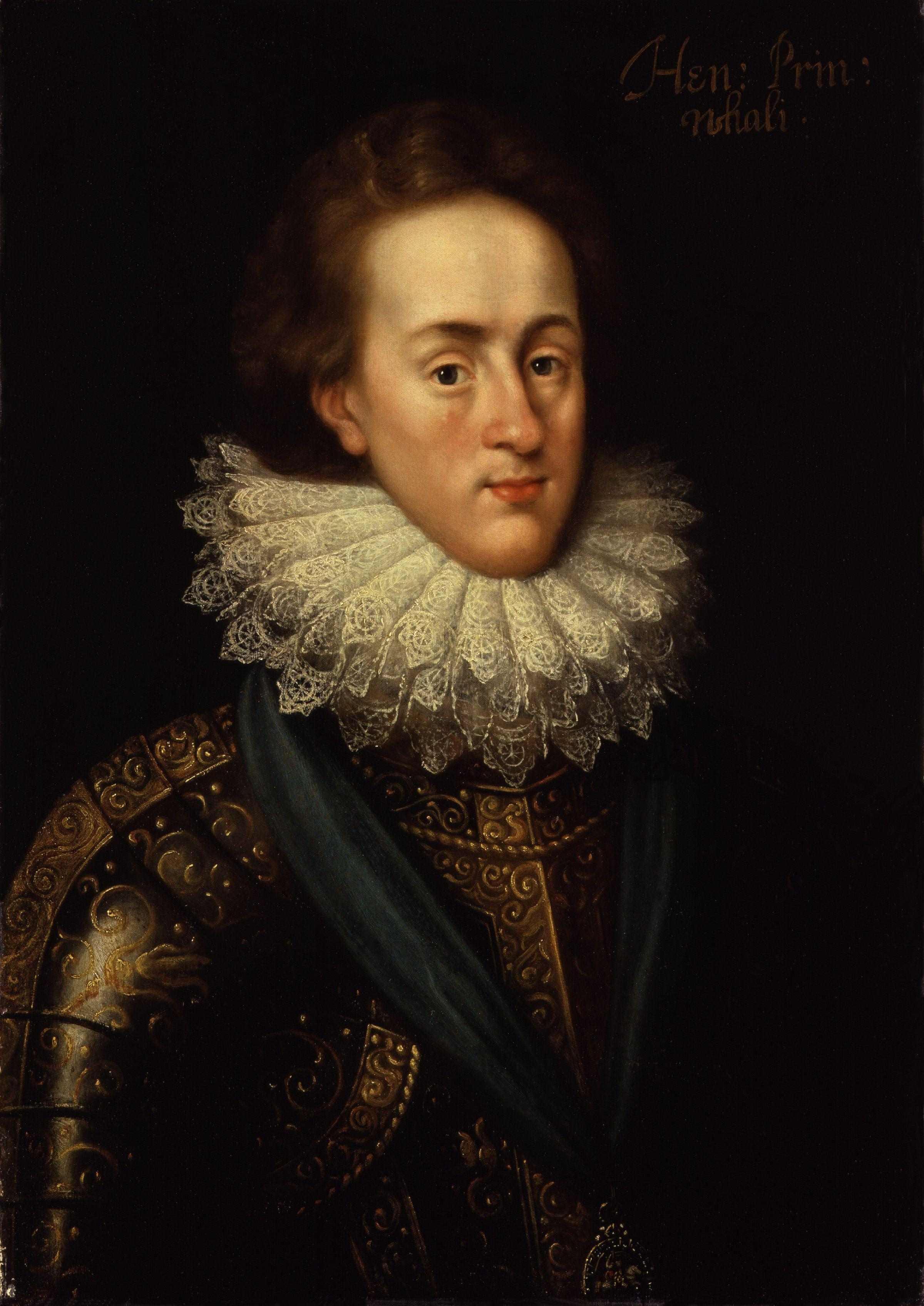
웨일스 공 헨리 프레더릭

웨일스 공 헨리 프레더릭(Henry Frederick, Prince of Wales, KG)은 잉글랜드와 스코틀랜드 왕국의 법정추정상속인이다. 부왕은 제임스 1세이며 모후는 아나 애 단마르크이다. 조부는 단리 경 헨리 스튜어트, 외조부는 프레데리크 2세이다. 하지만 18세의 나이로 요절하였다. 사인은 장티푸스로 알려져있다.